# Ben Sidran
Ben Hirsch Sidran (Chicago, 4 agosto 1943) è un pianista, organista e cantautore statunitense, di musica jazz e rock, noto per la sua collaborazione nella Steve Miller Band.

## Biografia
Sidran studiò a Racine in Wisconsin e frequentò l'Università del Wisconsin-Madison nel 1961, dove divenne un membro del gruppo musicale The Ardells insieme a Steve Miller e Boz Scaggs . Quando Miller e Scaggs lasciarono il Wisconsin per la West Coast, Sidran rimase a conseguire una laurea in letteratura inglese. Dopo la laurea nel 1966, Sidran si iscrisse all'Università del Sussex, in Inghilterra, per conseguire un dottorato in American studies.
Sidran si unì a Miller in uno studio di registrazione inglese alcuni anni dopo, suonando nell'album "Children of the Future". Mentre era in Inghilterra, suonò con alcuni musicisti come Eric Clapton, The Rolling Stones, Peter Frampton e Charlie Watts. Dopo un breve periodo a Los Angeles, dove iniziò la carriera di accompagnatore (suonando con Scaggs e il percussionista Jim Keltner) e produttore discografico, Sidran fece ritorno a Madison nel 1971 e mantenne la città universitaria come sua dimora da allora, suonando spesso con artisti di Madison come il batterista Clyde Stubblefield e il tastierista-compositore Leo Sidran, suo figlio. Nel corso degli anni, pur continuando a viaggiare, suonare e produrre, tenne corsi presso l'Università (sul business della musica) e, a partire dal 1981, realizzò una varietà di programmi di jazz per la NPR, (compresa la serie Peabody Award Winning "Jazz Alive") e per la televisione VH1 (dove la sua serie "New Visions", nei primi anni 1990 vinse l'Ace Award).
Come musicista e produttore ha collaborato con Mose Allison, Van Morrison, Diana Ross e Rickie Lee Jones. Ha scritto il libro "Black Talk" (sulla sociologia della musica nera in America), "A Life in the Music" e "Talking Jazz", una raccolta di sue interviste storiche con musicisti jazz.
Sidran è stato definito, dal Chicago Sun Times, come un "uomo del Rinascimento alla deriva in un mondo moderno", e da The Times come "il primo rapper jazz esistenziale", in riferimento al suo misto di umorismo ed erudizione nel suonare "grooves and bebop". Ha continuato a fare il lettore all'università, recentemente sull'argomento "Jews, Music and the American Dream" (musica ebraica e il sogno americano).
"Talking Jazz" comprende un libretto di ottanta pagine con saggi di scrittori, critici e musicisti, foto di Lee Tanner, e 24 CD con conversazioni con 60 musicisti jazz, reegistrate durante i cinque anni al programma NPR, "Sidran on Record". I 24 CD, orchestrati da Sidran, documentano le voci dei musicisti jazz, fra i quali Miles Davis, Art Blakey ed altri.

## Discografia
| Anno | Album                                   | Etichetta        |
| ---- | --------------------------------------- | ---------------- |
| 1971 | Feel Your Groove, con Blue Mitchell     | Capitol          |
| 1972 | I Lead a Life                           | Blue Thumb       |
| 1973 | Puttin' in Time on Planet Earth         | Blue Thumb       |
| 1974 | Don't Let Go                            | Blue Thumb       |
| 1976 | Free in America                         | Arista           |
| 1976 | That's Life I guess                     | Bluebird RCA     |
| 1977 | The Doctor Is In                        | Arista           |
| 1978 | A Little Kiss in the Night              | Arista           |
| 1979 | Live at Montreux                        | Arista           |
| 1980 | The Cat and the Hat                     | Horizon Records  |
| 1981 | Get to the Point                        | Polystar         |
| 1982 | Old Songs for the New Depression        | Island           |
| 1983 | Bop City                                | Island / Go Jazz |
| 1984 | Live with Richard Davis                 |                  |
| 1985 | On the Cool Side                        | Windham Hill     |
| 1986 | Have You Met...Barcelona?               | Orange Blue      |
| 1987 | On the Live Side                        | Windham Hill     |
| 1988 | Too Hot to Touch                        | Windham Hill     |
| 1990 | Cool Paradise                           | Go Jazz          |
| 1994 | Life's a Lesson                         | Go Jazz          |
| 1996 | Mr. P's Shuffle                         | Go Jazz          |
| 1997 | Go Jazz All-Stars                       | Go Jazz          |
| 1998 | Live at Celebrity Lounge                | Go Jazz          |
| 2000 | Concert For Garcia Lorca                | Go Jazz          |
| 2002 | Walk Pretty, The Music of Alec Wilder   | Go Jazz          |
| 2004 | Nick's Bump                             | Nardis Records   |
| 2005 | Bumpin' At The Sunside                  | Nardis           |
| 2006 | Live à fip                              | Bonsai Music     |
| 2008 | Cien Noches                             | Nardis           |
| 2009 | Dylan Different                         | Nardis           |
| 2010 | Dylan Different Live at the New Morning | Bonsai Music     |
| 2013 | Don't Cry for No Hipster                | Nardis           |
| 2024 | Rainmaker                               | Bonsai Music     |